# Leonid Pásechnik
Leonid Ivánovich Pásechnik (en ruso: Леонид Иванович Пасечник; en ucraniano: Леонід Іванович Пасічник)  (Voroshilovgrado, Lugansk, RSS de Ucrania, 15 de marzo de 1970) es un político ruso, el actual jefe y líder de la autoproclamada República Popular de Lugansk (RPL), al este de Ucrania, cargo que ocupa desde 2018. Anteriormente, Pásechnik ejerció como Ministro de Seguridad del Estado de la RPL entre el 9 de octubre de 2014 y el 28 de noviembre de 2017.

## Biografía
El padre de Leonid Pásechnik trabajó en el aparato estatal de la antigua Unión Soviética durante 26 años. En 1975, la familia Pásechnik se trasladó a la ciudad de Magadán, en el Lejano Oriente ruso, donde el padre de Leonid trabajó como asociado en operaciones de minería de oro.
Pásechnik se graduó en la Escuela Superior Político-Militar de Donetsk y trabajó para el Servicio de Seguridad de Ucrania (SBU) en el óblast de Lugansk como jefe de un destacamento dedicado a la lucha contra el contrabando y como jefe del destacamento del distrito de Stajánov. El 15 de agosto de 2006, alcanzó la fama por interceptar grandes cantidades de contrabando en la frontera con Rusia, valoradas en 1,94 millones de dólares y 7,24 millones de rublos rusos, a la vez que rechazaba un soborno por cuestión de principios.
En marzo de 2007, el Teniente coronel del SBU Pásechnik recibió de manos del entonces presidente ucraniano Víktor Yúshchenko la Medalla al Servicio Militar de Ucrania "por demostrar integridad y profesionalidad en el deber".

### Carrera política
En 2014, se posicionó junto a los militantes prorrusos, convirtiéndose el 9 de octubre de ese año en Ministro de Seguridad Estatal de la autoproclamada República Popular de Lugansk.
El 21 de noviembre de 2017, hombres armados con uniformes sin identificación tomaron posiciones en el centro de Lugansk en lo que aparentaba ser una lucha de poder entre el entonces líder de la RPL, Ígor Plotnitski y el dirigente Ígor Kornet, destituido por Plotnitski. Tres días después la web de los separatistas afirmó que Plotnitski había dimitido "por razones de salud, debidas a múltiples heridas de guerra y los efectos de quemaduras por explosión". La página web afirmaba que Pásechnik había sido nombrado líder en funciones "hasta las próximas elecciones". Medios rusos informaron que Plotnitski había huido de la república autoproclamada rumbo a Rusia el 23 de noviembre del citado año. El 25 de noviembre, el Consejo Popular de la RPL, compuesto por 38 miembros, aprobó de forma unánime la renuncia de Plotnitski.
Pásechnik declaró su adhesión al Protocolo de Minsk afirmando que "la República será consistente en la ejecución de las obligaciones adquiridas bajo esos acuerdos". El 30 de marzo de 2018, Pásechnik afirmó que "nuestra experiencia [en la RPL] puede ayudar a que todas las regiones de Ucrania eventualmente obtengan la libertad y la independencia, y que entonces podamos todos declarar juntos una nueva Ucrania en la que los representantes de diferentes nacionalidades y culturas vivan libremente". En un encuentro con habitantes del territorio controlado por la RPL en verano de 2019, Pásechnik declaró: "No significa que vayamos a regresar a Ucrania. Esta es la única manera de parar esta locura, esta guerra. Ustedes deben entender que nosotros, como Estado soberano, seremos un Estado dentro del Estado - ese será nuestro estatus especial".
En noviembre de 2019, un juzgado de Ucrania, a petición del Servicio de Seguridad de Ucrania, ha autorizado abrir una instrucción respecto a Pásechnik, declarado en estado de rebeldía, por tres presuntos delitos especificados en el Código penal de Ucrania.
El 6 de diciembre de 2021, Pásechnik se convirtió en miembro del partido gobernante ruso Rusia Unida. El presidente de Rusia Unida Dmitri Medvédev le entregó personalmente su boleto del partido durante el congreso anual del partido en Moscú.